# Lost
Lost (conocida en España como Perdidos y en algunos países de Hispanoamérica como Desaparecidos) es una serie de televisión estadounidense emitida originalmente por American Broadcasting Company (ABC) entre 2004 y 2010, hasta completar un total de seis temporadas. 
La serie narra las vivencias de los pasajeros supervivientes del vuelo 815 de Oceanic Airlines Sidney-Los Ángeles en una isla aparentemente desierta, en la cual ocurren cosas muy extrañas. Con frecuencia hace referencia de manera específica a las historias de los protagonistas antes del accidente, con lo que explica las decisiones que estos toman en la isla, el motivo por el cual tomaron ese avión; y, para mostrar que ellos, sin saberlo, estaban perdidos en sus vidas.
El episodio piloto fue escrito por Jeffrey Lieber, J. J. Abrams y Damon Lindelof, y, dirigido por Abrams. Fue rodado en la isla de Oahu, Hawái, como el resto de la serie, convirtiéndose en el episodio más caro de la historia de la televisión en el momento de su estreno (actualmente solo ha sido superado por los pilotos de  Terra Nova y Boardwalk Empire).
La serie terminó el 23 de mayo de 2010, tras 121 episodios, con un episodio final emitido simultáneamente en nueve países. Para satisfacer a los fanáticos de la serie, se produjo un epílogo en el que se resolvían algunos misterios de la isla que quedaron pendientes.
Fue un éxito generalizado en los países en los que se emitió, llegando a tener en su primera temporada una media de 16,1 millones de telespectadores en Estados Unidos, y formando parte con rapidez de la cultura popular estadounidense (ya que ha sido referida en multitud de programas de televisión, cómics, canciones, etc.). También ganó numerosos premios, entre los que se encuentran un Globo de Oro y seis Premios Emmy.

## Sinopsis

### Estructura
Lost es una serie dramática que se centra en las vivencias de los «supervivientes» de un accidente aéreo en una isla llena de misterios. Por lo general, cada episodio narra una historia principal que tiene lugar en la isla, intercalada con varios segmentos de una historia secundaria.[cita requerida]

### Argumento
| Temporada | Temporada | Episodios | Episodios | Emisión original         | Emisión original   | Ranking | Audiencia promedio (millones) |
| Temporada | Temporada | Episodios | Episodios | Primera emisión          | Última emisión     | Ranking | Audiencia promedio (millones) |
| --------- | --------- | --------- | --------- | ------------------------ | ------------------ | ------- | ----------------------------- |
|           | 1         | 25        | 25        | 22 de septiembre de 2004 | 25 de mayo de 2005 | 15      | 15.69                         |
|           | 2         | 24        | 24        | 21 de septiembre de 2005 | 24 de mayo de 2006 | 15      | 15.50                         |
|           | 3         | 23        | 23        | 4 de octubre de 2006     | 23 de mayo de 2007 | 10      | 17.84                         |
|           | 4         | 14        | 14        | 31 de enero de 2008      | 29 de mayo de 2008 | 17      | 13.40                         |
|           | 5         | 17        | 17        | 21 de enero de 2009      | 13 de mayo de 2009 | 28      | 10.94                         |
|           | 6         | 18        | 18        | 2 de febrero de 2010     | 23 de mayo de 2010 | 31      | 10.08                         |

La primera temporada comienza con el accidente del vuelo 815 de Oceanic Airlines en lo que parece ser una isla deshabitada del océano Pacífico. Los supervivientes logran comunicar un SOS (llamada de socorro), conseguir comida, agua y un lugar seguro; con esto se comienzan a formar roles de mando, de caza, etc.
Más tarde, se produce una división en el grupo: los que su supervivencia se ve amenazada por una serie de entidades misteriosas, incluyendo osos polares, un ente de humo negro que deambula por la selva, conocido por los supervivientes como «Humo Negro»; y, los habitantes de la isla, conocidos como «Los Otros». 
Los perdidos escuchan la señal de socorro de una mujer francesa llamada Danielle Rousseau, superviviente de un naufragio anterior, junto con sus compañeros franceses de viaje en velero, que según se descubrió a partir del transceptor del avión, se había repetido 16 años antes en aquella isla que; tras ello, el perdido Sayid Jarrah sigue una señal que le lleva a que Danielle Rousseau le tome como prisionero.
Por otro lado, John Locke -interpretado por Terry O' Quinn- junto a Boone Carlyle encuentra una estación de la Iniciativa Dharma, desconocida para ellos; mientras Jack Shepard y John abren la escotilla con dinamita para esconderse del ataque de "Los Otros", otros cuatro intentan salir de la isla en una balsa hecha por Michael Dawson, para ser rescatados en alta mar.
Por otra parte, los  flashbacks muestran escenas de las vidas de Jack, Locke, Kate, Sawyer, Claire, Charlie y los demás antes del accidente, contando sus historias o explicando sus acciones.
En la segunda temporada continúa aumentando el conflicto entre los desaparecidos y «los Otros» y, se descubren nuevos supervivientes de la sección de cola del avión, entre los cuales se encuentra el Señor Eko, que congeniaba con John Locke; la pareja de una de las desaparecidas y Ana Lucía Cortez que es conocida de Jack y expolicía. Se revela que la escotilla es un centro construido por la Iniciativa Dharma décadas antes, y,  que en ese momento estaba habitada por Desmond Hume, un hombre que llevaba tres años ingresando una serie de números en una computadora cada 108 minutos para, según la orientación de Dharma, salvar el mundo, misión que los supervivientes continúan. Otro eje de la historia es el de Claire Littleton que será raptada por un doctor (Ethan) de Los Otros para hacer revisiones a su bebé por nacer. Más tarde la hija de Danielle Rousseau y ésta ayudarán a escapar a Claire, y, Kate Austen ayudará en la selva a dar a luz al niño. 
Posteriormente, Claire, enfadada con Charlie, recuerda el tiempo en el que estuvo raptada e irá en busca de medicinas.
Además, a final de la primera temporada, habían construido una balsa para salir de la isla y Walt Lloyd fue secuestrado en el mar por Los Otros; en la segunda, su padre, tras dejar de ser prisionero se comunicará con su hijo a través del ordenador del centro Dharma, después irá en su búsqueda y terminará traicionando a sus compañeros, matando a dos de ellos y, entregando a Los Otros a cuatro de ellos: Jack, Kate, Sawyer y Hugo, para conseguir que le devuelvan a su hijo.
Finalmente, en las analepsis se ahondará en la historia de Locke, que en la primera temporada es mostrado como cazador, explorador, enigmático, y religioso de los poderes de la isla, en su caso curativos para caminar con su incapacidad; en la segunda temporada logrará, junto a Jack Shephard, abrir la escotilla y profundizará en los misterios del proyecto de la Iniciativa Dharma.
Sin embargo, hacia el final de la temporada, tras encontrar junto al Sr Eko la estación de monitoreo (La Perla), y, de creer que oprimir el botón del ordenador se trata tan solo de un experimento, este dejará de ser presionado, lo que provocará un acontecimiento electromagnético que se percibirá en el mundo exterior.
Esta actitud frustrada que se muestre a veces o su transigencia, que se deben su abandono por parte de sus padres y, al robo de un riñón, serán explicadas en los flashbacks.
En la tercera temporada, los supervivientes empiezan a conocer más sobre «los Otros» y su historia en la isla. Desmond y uno de «los Otros» se unen a los náufragos. Los supervivientes entran en contacto con un equipo de rescate a bordo del carguero Kahana.
La  cuarta temporada, se centra en la llegada a la isla de las personas que iban a bordo del carguero, que fueron enviados a la isla no como parte de un equipo de rescate, sino con otras intenciones. Los flashforwards revelan la identidad y las acciones de los «Seis de Oceanic», un grupo de supervivientes que logra salir de la isla y que trata de continuar con sus vidas. 
La quinta temporada  sigue dos líneas temporales diferentes.
Por un lado, los supervivientes que permanecen en la isla dando un salto temporal y, estableciéndose en 1977 con la Iniciativa Dharma.
Por otro lado, continúa la línea temporal original, con la vuelta de los «Seis de Oceanic» a la isla a bordo del vuelo 316 de Ajira Airways. Algunos de los pasajeros del Ajira aterrizaron en 2007 y otros en 1977. Los que regresaron a 1977 se unieron a los otros supervivientes que durante tres años habían formado parte de la Iniciativa Dharma e intentaron cambiar el pasado para evitar que el vuelo 815 de Oceanic se estrellase en la isla haciendo explotar una bomba sobre la bolsa de electromagnetismo del centro de la isla. Mientras, los protagonistas que aterrizaron en 2007 siguen al supuesto John Locke, quien es el nuevo líder de "Los Otros", para reunirse con Jacob.
En la sexta y última temporada, la historia principal se centra en los supervivientes que han vuelto al tiempo presente luego que Juliet hiciera explotar la bomba sobre la bolsa de electromagnetismo (La luz de la isla).
Ese incidente explica muchas cosas, ya que no solo generó que los protagonistas volvieran al presente (2007), sino que es el incidente por el cual en la estación El Cisne se debe presionar un botón cada 108 minutos para evitar una catástrofe por esa fuga de energía. También es el hecho que impedía que las mujeres pudieran dar a luz en la isla.
Tras la muerte de Jacob a manos de Ben, los náufragos se enfrentan al Hombre de Negro, su hermano malvado, el cual quiere abandonar la isla. Para ello debe matar a todos los "candidatos" a sustituir a Jacob.
El incidente introduce una nueva técnica narrativa que sustituye a los flashbacks y flashforwards —llamada por los guionistas flash-sideways— que narra los acontecimientos en una realidad paralela en la que el vuelo 815 de Oceanic nunca se estrelló en la isla.
Finalmente, en el episodio final, se revela la auténtica naturaleza de los flash-sideways, un lugar en el que todos los personajes se reúnen después de la muerte para poder «avanzar».
Es Desmond, que luego de caer con Charlie con el coche en un lago se dará cuenta de que esos recuerdos han sido traspasados de la otra realidad y, se pondrá como fin hacer que los demás supervivientes se den cuenta de esos recuerdos.
También nos muestran cómo Desmond es consciente de la existencia de lo que acontece en los flash-sideways.

## Producción
La cadena ABC había decidido producir la serie antes incluso de que hubiera un guion escrito. Bastó que J. J. Abrams y Damon Lindelof expusieron un esbozo de la serie para que tomaran esa decisión.
Los guionistas tenían pensado que el personaje de Jack Shephard muriese en el primer episodio, sin embargo, el papel que desempeña en esos primeros capítulos no hacía conveniente que abandonase la serie; esto permitió a Matthew Fox integrarse al elenco indefinidamente.
El actor Josh Holloway trató de disimular su acento sureño en sus primeras escenas. No dejó de hacer esto hasta que el director J. J. Abrams le dijo que su acento era precisamente una de las razones por las que había sido contratado.[cita requerida]

## Técnicas narrativas
La mayoría de los episodios de la serie se enfocan en un personaje en particular, que tendrá cierta importancia en el episodio.
Durante la primera temporada, aparte de enfocarse en el personaje en la isla durante el episodio, la serie muestra flashbacks de su vida antes de estrellarse en la isla.
Cada episodio de la primera temporada se enfoca tan solo en un personaje, excepto por la segunda parte del piloto, "Especial", y "Éxodo", que se enfocan en dos o más personajes.
El último episodio de la primera temporada se encarga de exponer flashbacks de los personajes mostrando cómo llegaron a abordar el avión de Oceanic 815, que se estrellaría en la isla.
La segunda temporada muestra más flashbacks de los personajes en distintos puntos de su vida. Los dos primeros episodios, "Hombre de ciencia, hombre de fe" y "Adrift" ocurren al mismo tiempo uno del otro, llegando al mismo desenlace al final de cada episodio.
Por primera vez en la serie, se muestran flashbacks de eventos después del accidente, que transcurren en la isla: en "Los otros 48 días", que muestra la vida de los pasajeros de la cola del avión desde que se estrellaron en la isla hasta el día presente; "Maternity Leave", que muestra eventos que sucedieron durante la primera temporada; y "Tres minutos", que muestra eventos que sucedieron durante esta misma temporada.
El último episodio de la segunda temporada muestra, por primera vez, flashbacks de un personaje que no estaba en el accidente.
Al final de la segunda temporada, se muestra una estación, ya sea en el Ártico o la Antártida, lejos de la isla, revelando por primera vez el tiempo presente en el exterior.
La tercera temporada sigue mostrando flashbacks, pero variando entre los sobrevivientes y los originales habitantes de la isla. El episodio "Flashes before your eyes" muestra un flashback, pero dentro de este expone un viaje en el tiempo mental a ocho años al pasado.
El episodio "Exposé" presenta flashbacks de dos supervivientes, de antes de que se estrellaran en la isla y de varios eventos de la primera, segunda y la actual temporada, desde su punto de vista.
Una excepción se hace en el final de la temporada: durante todo el episodio, al parecer son flashbacks de un personaje, pero la última escena revela que en realidad el episodio mostró flashforwards, y, que varios supervivientes pudieron escapar de la isla.
La cuarta temporada, en su mayoría, muestra flashforwards de cada uno de los personajes que escaparon de la isla. Las excepciones son "Confirmed Dead", que muestra flashbacks de cuatro nuevos personajes; "La otra mujer", que muestra eventos transcurridos desde tres años atrás hasta el presente; "Meet Kevin Johnson", que muestra un gran flashback, en vez de varios flashbacks situados a lo largo del episodio; y "Cabin Fever", que muestra flashbacks parecidos a los de la primera temporada.
El episodio "La constante" no muestra flashbacks, sino viajes temporales al pasado y de vuelta al presente por parte de uno de los personajes, en el orden en que los va experimentando; y "Ji Yeon", que, al parecer, muestra flashforwards por parte de dos personajes, pero al final se revela que se estaban presentando flashbacks de uno de los dos personajes, y flashforwards del otro.
El final de temporada muestra flashforwards de los personajes que pudieron escapar de la isla, poco tiempo después de ser rescatados, mientras que en el presente se muestra cómo llegan a ese punto.
La primera parte de la quinta temporada deja de usar flashbacks o flashforwards a través de cada episodio, y, como alternativa hace uso de un flashback al comienzo del episodio utilizando el personaje en el cual se enfocará; en el resto del episodio muestra, tres años después, las vidas de los personajes que fueron rescatados, y, lo que los personajes que se quedaron en la isla, viven.
El primer episodio de la temporada, sin embargo, presenta una escena de la isla en los años setenta, donde se ve que uno de los personajes vive allí debido a viajes en el tiempo, y, no se enfoca en ningún personaje en particular. Al comienzo del  episodio "This Place is Death" se muestra un pequeño flashback, situado unos minutos antes del momento en que finalizó el episodio anterior.
El episodio "316" los supervivientes regresar a la isla, mientras, en un gran flashback, se expone cómo llegan a ese punto, para regresar a la escena inicial al final del episodio.
El episodio "Vida y muerte de Jeremy Bentham" muestra un gran flashback que se enfoca en uno de los personajes, desde que salió de la isla hasta el tiempo presente.
"LaFleur" presenta eventos en el tiempo presente y tres años después del accidente.
El episodio "Namaste" no se enfoca en ningún personaje, sin embargo, muestra la isla en 1977 y 2007.
A partir del episodio "He's Our You" se muestran flashbacks, al igual que en las primeras temporadas. Sin embargo, esto se detiene en "Follow the Leader", que tampoco tiene un personaje enfocado en particular.
El último episodio de la quinta temporada muestra flashbacks de un personaje original de la isla, el cual a través de estos flashbacks se encuentra con los supervivientes del vuelo Oceanic 815.
La sexta temporada comienza a utilizar una técnica llamada flash-sideways, que muestra un escenario en el cual el vuelo de Oceanic 815 jamás se estrella. Así mismo, cada episodio se enfoca en un personaje en particular, mostrando su vida en la isla y, en paralelo sus acciones en la otra línea temporal.
El episodio "LA X", sin embargo, se enfoca en varios personajes mostrando sus vidas alternativas. El episodio "Ab Aeterno", en vez de mostrar esto, muestra tres flashbacks: uno al comienzo del episodio, enfocado en una de los personajes; un gran flashback enfocado en un personaje, y uno pequeño al final, que sucede unos minutos después de que el anterior terminara.
El episodio "Felices para siempre" muestra a la conciencia de uno de los personajes viajando a la otra línea temporal y la consciencia de ella; al final del episodio, por otro lado, se muestra un flash-sideways como en el resto de la temporada.
El episodio "Across the sea" muestra eventos miles de años antes de que el avión Oceanic 815 se estrellase. Al final del episodio se muestra una escena del quinto episodio de la primera temporada.
El último episodio de la serie se encarga de mostrar flash-sideways de varios personajes, y, en una de las últimas escenas, se revela la naturaleza de esa línea temporal alterna.
En la última escena de la serie se muestra a uno de los personajes muriendo en la isla en el mismo lugar donde se despierta en el primer episodio, mientras, se ven sus últimos flash-sideways.[cita requerida]

## Elenco y personajes
De las 324 personas a bordo del vuelo 815 de Oceanic, inicialmente fueron encontrados 70 supervivientes (más un perro) repartidos en las tres secciones del avión accidentado.
A pesar de que un elenco grande hace que una serie sea más cara de producir, ofrece por otra parte, más posibilidades de conectar con los espectadores.
Según el productor ejecutivo de la serie, Bryan Burk: "Puedes tener más interacciones entre los personajes y crear más personajes diversos, más historias de fondo y más triángulos amorosos".
La intención era tener una serie multicultural con un reparto internacional. Ejemplo de ello es, la pareja de Corea del Sur, el oficial iraquí Sayid Jarrah, y, Jack Shepard que es estadounidense.

## Conexiones
La serie está plagada de diversas coincidencias «casuales» que los creadores han introducido en el guion, supuestamente con el motivo de dar pie a que los espectadores decidan cuáles son significativas y cuáles no. Entre estas coincidencias se encuentran: 
- Relaciones casuales entre los personajes antes del accidente. En los flashbacks se muestra cómo las vidas de algunos personajes se cruzan con las de otros, incluso aunque ellos no lo sepan.
- Apariciones de «Los Números», que son una serie de cifras que en un principio se emitían a través del radiotransmisor existente en la isla. Fue este mensaje el que condujo a la expedición de Rousseau hasta la isla. A pesar de que se cambia más tarde el mensaje, los números han sido oídos por otras personas, entre ellas Hurley, que cree que están malditos. A lo largo de la serie, los Números, aparecen juntos o por separado en multitud de ocasiones.
- En los flashbacks de los personajes se muestran, a veces, objetos o animales que en la isla se hacen presentes, o a su vez, personas que puede que existan sólo en su imaginación.[cita requerida]

## Los números
Los números 4, 8, 15, 16, 23 y 42 aparecen en varios capítulos y tienen gran significado en la trama. La suma de estos números es 108, igual a los minutos en que se debian ingresar los números en la computadora.
Los números aparecen por primera vez en el episodio "Numbers" (números) de la primera temporada, ya que son con los que Hurley se hace multimillonario. Él los oyó por primera vez en un hospital psiquiátrico de la boca de Leonard. Al haber ganado la lotería cree haberse atraído un maleficio, lo que le lleva a investigar en Australia. 
Al inicio de la segunda temporada, después de poner dinamita a la escotilla y abrirla, los desaparecidos, encuentran a un hombre, Desmond, de la Iniciativa Dharma, que ingresa en un ordenador estos mismos números.[cita requerida]

## La Iniciativa Dharma
La Iniciativa Dharma es un misterioso proyecto con una amplia presencia en la isla donde están perdidos los supervivientes del vuelo 815 de Oceanic Airlines. 
Lo elemental sobre este proyecto se deriva de los vídeos de orientación encontrados en varias estaciones ubicadas en la isla. 
La Iniciativa, supuestamente, fue fundada en 1970 por Gerald y Karen DeGroot, estudiantes de doctorado en la Universidad de Míchigan. Estuvo o está financiado por el industrial danés y magnate de las armas Alvar Hanso y su Fundación Hanso. 
El supuesto propósito de la Iniciativa fue crear "un recinto de investigación a gran escala donde científicos y librepensadores de todo el mundo se dedicaran a la investigación en meteorología, psicología, parapsicología, zoología, electromagnetismo y utopía social". 
Los Otros, liderados por Ben, hijo de un miembro de la propia Iniciativa Dharma, terminaron matando a todos los integrantes de la organización con un gas venenoso proveniente de la estación “La Tempestad”.[cita requerida]

## Los Otros
Los Otros es el nombre genérico con el que los supervivientes del accidente del vuelo 815 de Oceanic llaman a los que se encontraban en la isla antes de que ellos cayesen. La Iniciativa Dharma los solía llamar "Los Hostiles". 
Se trata de una comunidad dirigida por Benjamin Linus, que lleva toda su vida en aquel lugar. No se aclaran sus intenciones exactas o sus motivaciones, pero, al parecer, sobreviven en la isla utilizando las estructuras que Dharma dejó atrás después de que la Iniciativa fuera exterminada, y, viven en la misma zona residencial que esta ocupó. 
Según Benjamin Linus, solo buscan a las buenas personas y a los niños, motivo por el cual se infiltraron entre los supervivientes con el objetivo de identificarlos y, posteriormente, secuestrarlos. 
Los Otros (en especial el médico cirujano Ethan y la doctora especializada en fertilización, Juliet) bajo el mando de Benjamin Linus realizaban investigaciones y pruebas médicas en mujeres embarazadas debido a que, en la Isla en el siglo XXI estas morían durante el embarazo, sobre todo las mujeres que habían quedado embarazadas en la Isla. 
Por eso "Los Otros" intentaron secuestrar a las embarazadas que sobrevivieron al accidente aéreo, con el fin de estudiarlas. 
"Los Otros" conocen perfectamente todos los secretos de la isla, así como las investigaciones que realizó Dharma y cómo salir y entrar de ella.[cita requerida]

## Temporadas
| Temporada   | Día de emisión (ET)                                                | Episodios | Estreno                  | Estreno                                  | Final              | Final                                  | Ranking | Espectadores en promedio |
| Temporada   | Día de emisión (ET)                                                | Episodios | Emisión                  | Espectadores en el estreno (en millones) | Emisión            | Espectadores en la final (en millones) | Ranking | Espectadores en promedio |
| ----------- | ------------------------------------------------------------------ | --------- | ------------------------ | ---------------------------------------- | ------------------ | -------------------------------------- | ------- | ------------------------ |
| Temporada 1 | miércoles, 20:00                                                   | 25        | 23 de septiembre de 2004 | 18.65                                    | 25 de mayo de 2005 | 20.75                                  | #15     | 15.69                    |
| Temporada 2 | miércoles, 21:00                                                   | 24        | 21 de septiembre de 2005 | 23.47                                    | 24 de mayo de 2006 | 17.84                                  | #15     | 15.50                    |
| Temporada 3 | miércoles, 21:00 (episodios 1-6) miércoles, 22:00 (episodios 7-23) | 23        | 4 de octubre de 2006     | 18.82                                    | 23 de mayo de 2007 | 13.86                                  | #14     | 15.05                    |
| Temporada 4 | jueves, 21:00 (episodios 1-8) jueves, 22:00 (episodios 9-14)       | 14        | 31 de enero de 2008      | 17.77                                    | 29 de mayo de 2008 | 13.99                                  | #17     | 13.40                    |
| Temporada 5 | miércoles, 21:00                                                   | 17        | 21 de enero de 2009      | 13.32                                    | 13 de mayo de 2009 | 9.43                                   | #28     | 10.94                    |
| Temporada 6 | martes, 21:00                                                      | 18        | 2 de febrero de 2010     | 14.30                                    | 23 de mayo de 2010 | 13.57                                  | #31     | 10.08                    |

## Transmisiones
Lost se emite, en Estados Unidos, por la ABC desde el 22 de septiembre de 2004.
| País           | Cadena(s) de TV                                                        | Emisión | Sitio oficial en cada país                                                                                          |
| -------------- | ---------------------------------------------------------------------- | --- | --- |
| Argentina      | AXN El Trece Animax TNT Series TBS TCM SYFY                            | 2007 2008 2017 2018 2020 | Archivado el 20 de septiembre de 2011 en Wayback Machine. Archivado el 27 de septiembre de 2007 en Wayback Machine. |
| Australia      | Channel 7 FOX8 111 Hits                                                | 2005 2008 | |
| Bolivia        | AXN TNT Series Unitel TCM                                              | 7 de marzo de 2004 2007 - 2008 | (enlace roto disponible en Internet Archive; véase el historial, la primera versión y la última).                   |
| Canadá         | A Channel Société Radio-Canada                                         | | (enlace roto disponible en Internet Archive; véase el historial, la primera versión y la última).                   |
| Chile          | AXN Canal 13 UCV Televisión (1° a 3° temporada) TNT Series TBS TCM     | 7 de marzo de 2005 - 30 de mayo de 2010 (AXN) 14 de mayo de 2006 - 13 de marzo de 2011 (Canal 13) 16 de marzo de 2007 - 29 de febrero de 2008 (UCV) | AXN Canal 13 |
| Colombia       | AXN RCN Televisión Caracol TNT Series TBS TCM                          | 2004 - 2015 2009 - 2012 2004 2017 2018 | |
| Costa Rica     | AXN TNT Series TBS TCM                                                 | | |
| Cuba           | Cubavisión                                                             | | |
| Ecuador        | AXN TNT Series TCM SYFY Teleamazonas Ecuavisa TC Televisión Gamavisión | | < |
| Estados Unidos | ABC                                                                    | 22 de septiembre de 2004 | |
| España         | FOX La 1 La 2 Cuatro Sony TV La Siete Energy Be Mad                    | 2005 2006 2011 2018 | Archivado el 8 de julio de 2009 en Wayback Machine. Archivado el 21 de junio de 2009 en Wayback Machine.            |
| México         | AXN TV Azteca TNT Series TCM                                           | 7 de marzo de 2005 18 de octubre de 2005 | |
| Nueva Zelanda  | TV2, de TVNZ                                                           | 2 de febrero de 2005 | |
| Panamá         | AXN TNT Series TCM                                                     | | |
| Paraguay       | AXN SNT Paraná TV TNT Series TBS TCM                                   | 2006 | |
| Perú           | AXN Red TV TNT Series TBS TCM                                          | | |
| Reino Unido    | Channel 4 Sky 1                                                        | 10 de agosto de 2005 noviembre de 2006 | |
| Uruguay        | AXN Monte Carlo TV TNT Series TBS TCM                                  | 2006 | (enlace roto disponible en Internet Archive; véase el historial, la primera versión y la última).                   |
| Venezuela      | SYFY                                                                   | 2022 | |